# Barcita zaleodes
Barcita zaleodes är en fjärilsart som beskrevs av George Francis Hampson 1924. Barcita zaleodes ingår i släktet Barcita och familjen nattflyn. Inga underarter finns listade i Catalogue of Life.